# Wallkill
Wallkill és un poble situat en la meitat oriental de la ciutat de Shawangunk, Nova York. La població era de 2.143 habitants en el cens de l'any 2000.
Llocs considerats importants inclouen la granja original Borden, el riu Wallkill, el Celler Magnanini i la seva proximitat a les muntanyes Shawangunk.

## Impremta La Talaia
Wallkill és també famosa per les seves Granges La Talaia, que desenes de milers de persones la visiten cada any.
Segons la Watch Tower (nom jurídic dels Testimonis de Jehovà), la instal·lació ha funcionat des de l'any 1963, inicial-ment foren pensada per produir aliments pels voluntaris i treballadors de les seves oficines i impremtes a la seu central de Brooklyn, Nova York.
Posteriorment a l'any 1973 la societat hi va iniciar la impressió de les seves revistes Desperteu! i La Talaia, i el 2004 la totalitat de la seva producció de literatura impresa dels Estats Units va ser traslladada de Brooklyn a Wallkill formant una gran impremta.
Durant l'any 2004 totes les operacions d'impressió, enquadernació i logística es van centralitzar a Wallkill, Nova York.